# Bílá
Bílá (deutsch Bila) ist eine Gemeinde mit 298 Einwohnern in Tschechien. Der Erholungsort liegt 19 Kilometer südöstlich von Frýdlant nad Ostravicí nahe der slowakischen Grenze in den Bergen der Mährischen Beskiden an der Weißen Ostrawitza und gehört zum Okres Frýdek-Místek. Die Katasterfläche beträgt 5642 ha.

## Geographie
Das in 546 m ü. M. im Flusstal zwischen den Bergkämmen der Kavalčanky und Kozí hřbety gelegene Dorf befindet sich an der Staatsstraße I/56. Nachbarorte sind Staré Hamry im Norden sowie die Bergsiedlungen Javořinka und Němčanka im Nordwesten. Im Osten liegen die slowakischen Gemeinden Klokočov und Korňa, zu denen der Grenzübergang Bílá/Klokočov führt. Südlich besteht auf dem Bumbálka-Pass mit dem Grenzübergang Bílá-Bumbálka-Makov eine weitere Verbindung ins Nachbarland.

## Geschichte
In den tiefen Wäldern der Beskiden bildete die Ostrawitza seit etwa 1100 eine natürliche Grenze zwischen dem Herrschaftsgebiet der Přemysliden und dem piastischen Herzogtum Oppeln. Zum Schutz dieser Grenze wurde vermutlich auch die Burg Šorštýn (Schornstein bzw. Schaunstein) errichtet. Der Fluss trennte auch die Herrschaften Friedeck und Hochwald, von denen die letztere links des Flusses lag und seit 1177 zum Olmützer Bistum gehörte.
Erst zum Ende des 16. Jahrhunderts erreichte die Besiedlung auch die Beskidentäler. Hier entstanden Hütten und Hämmer sowie einzelne Gehöfte, darunter 1817 Bílá. Die kleine Ansiedlung gehörte zu Ostrawitz. 1908 entstand die Eisenbahn nach Althammer.
1951 wurde ein Gebietsaustausch zwischen Ostravice und Stáre Hamry. In diesem Zuge wurden die Ansiedlungen Baraní, Bílá und Mezivodí aus Ostravice ausgegliedert und zur neuen Gemeinde Bílá. Durch den Bau der Talsperre Šance-Řečice erfolgte die Stilllegung der Eisenbahnstrecke an Bílá. 1974 wurde das Gebirgsdorf nach Stáre Hamry eingemeindet. 1991 erhielt es die Selbstständigkeit zurück.
Bílá ist ein bekanntes Wintersportzentrum, am Berg Zbojnická befindet sich die bekannteste Abfahrtspiste des Ortes mit einem 900 m langen Schlepplift. Daneben bestehen weitere drei Schlepplifte an kleineren Pisten.

## Sehenswürdigkeiten
- Jagdschlösschen Bíla
- Schrotholzkirche des hl. Friedrich, 1875 erbaut
- Burgstall Šorštýn